# ヒバナ (雑誌)
『ヒバナ』は、小学館が発行していた月刊の漫画雑誌。毎月7日発売。
『ビッグコミックスピリッツ』の増刊として、2015年3月6日に新創刊された。前年に休刊した『月刊IKKI』から『ドロヘドロ』『ふたがしら』『ロッタレイン』『スラップスティック』の4作品が移籍し、実質的に同誌の後継としての側面を持つ。ただし、『Sunny』『ネッコロ』の2作品は『月刊!スピリッツ』へ移籍している。
2017年8月7日発売の2017年9月10日号をもって刊行を終了した。

## 連載作品
- アイゼンフリューゲル 弾丸の歌よ龍に届いているか（虚淵玄/七竈アンノ） ⇒『マンガワン』へ移籍
- あかねのハネ（磯谷友紀） ⇒『マンガワン』へ移籍
- あちらこちらぼくら（たなと）
- アフターアワーズ（西尾雄太）
- ありごけ（漆原ミチ）
- 或るアホウの一生（トウテムポール） ⇒『マンガワン』へ移籍
- あんたさぁ、（ルネッサンス吉田）
- いかづち遠く海が鳴る（野田彩子）
- キュラシア・ブラッド・ブラザーズ（松田未来）
- きょうのあにいもうと（五十嵐大介）
- 最近の赤さん（とよ田みのる）
- さよなら ハヰドランジア（加藤望）
- 椎名祐は泣いてる女にしか欲情しない（田中ててて）
- しまなみ誰そ彼（鎌谷悠希） ⇒『マンガワン』へ移籍
- 人狼執事の物騒な日課（村岡恵）
- スラップスティック（青野春秋） ⇒『マンガワン』へ移籍
- センコウガール（永井三郎）
- 潜熱（野田彩子）
- 椿と罪ほろぼしのドア（長田亜弓）
- 翼くんはあかぬけたいのに（小花オト）
- ドルメンX（高木ユーナ）
- ドロヘドロ（林田球） ⇒『ゲッサン』へ移籍
- なくてもよくて絶え間なくひかる（宮崎夏次系）
- ふぇすちばる!（井田克一/吉田恵里香）
- ふたがしら（オノ・ナツメ）
- Blue Rose Age（ANTENNA牛魚）
- 弁天ぼたん（再田ニカ）
- ベルサイユオブザデッド（スエカネクミコ） ⇒『マンガワン』へ移籍
- ほぐされ紳士、揉井さん（渦井、マッサージ監修/崇志）
- 三十路飯（伊藤静）
- 雪花の虎（東村アキコ） ⇒『ビッグコミックスピリッツ』へ移籍
- 妖怪ウォッチコマさん（柴本翔、原作・監修/レベルファイブ）
  - 妖怪ウォッチコマさん〜ハナビとキセキの時間〜
  - 妖怪ウォッチコマさん〜たまきと流れ星のともだち〜
- 461個の弁当は、親父と息子の男の約束。（荒井ママレ/渡辺俊美）
- ロッタレイン（松本剛）
- ロボッとうさん（有永イネ）
- ロマンスの騎士（武富智）
- ロメオがライバル（秀良子）

## 映像化作品
| 作品       | 放送年          | 制作         | 備考 |
| ---------- | --------------- | ------------ | ---- |
| ふたがしら | 2015年（第1期） | N/A          |      |
| ふたがしら | 2016年（第2期） | N/A          |      |
| ドルメンX  | 2018年          | AXON（協力） |      |

掲載誌を移籍後にテレビアニメ化した作品だとドロヘドロもある。